# 企業内学校
企業内学校（きぎょうないがっこう）とは企業が従業員教育（企業内教育）を目的に設置した事業であり、社内学校ともいう。以下に大別される。
1. 社内の研修組織を「学校」と呼んで開校運営するケース
2. 事業所内の認定職業訓練による職業訓練施設を改組して運営しているケース
3. （広義の）株式会社立学校（私立学校）として設置されている専修学校または各種学校

基本的には当該企業に勤務する社員が「入学」し、教育を開始することを入校、修了することを卒業とも称するが、3.以外については学歴とはならない。

## 概要
2006年10月26日の朝日新聞朝刊2経済欄の用語解説では、旧職業訓練法による事業内職業訓練として認定職業訓練の認定を受けていた施設が多いという他に、通信制高等学校と技能連携し高等学校卒業の資格を取れるようにしている。生徒は採用を前提に入学し、教科とともに、各企業で必要となる実践的な技能を学ぶ、と解説している。これは主に正規雇用従業員として給与をうけ企業に勤務し教育は無料で受けられる中学校卒業者が進学し教育を受ける高等学校・高等工業専門学校前期課程などいわゆる後期中等教育を行い高等学校卒業資格が得られる工業系の企業内学校までを示している。こうした企業内学校は、過去には企業内学園、青年学校、実業補習校などという名称で呼称されてもいた。現在でも生徒の「進路先」ともなっている。こうした企業内学校は進学する従業員に、卒業後生産現場等で従事するための人材育成を目的としている。

## おもな企業内学校例
企業内大学については企業内大学の一覧を参照。大学校の名称がつくもの（京都銀行金融大学校など）は、大学校一覧#株式会社による設置を参照。

### 企業内学校
- 日本ピストンリング「ものづくり学校」 - 若手社員の技能向上を目的にした社内教育制度。
- 三井住友銀行「SMBCリテールバンキングカレッジ」
- みずほ銀行「みずほ塾」
- 宮島醤油社内学校「宮島技術学校」（佐賀県唐津市）
- タカハシテクニア社内学校「テクニアカレッジ」
- 日本航空社内学校「整備士学校」
- 尾上和裁学園（徳島市）
- ヤマハ高等技能学校
- GLOCEANアカデミー（社内学校）
- 東芝総合人材開発株式会社「東芝学園」 - 東芝本体、東芝グループに高等学校卒業で入社した社員を対象にした社内学校。
- アイシン高等学園 - 将来の現場監督者を育成する社内学校。1年制。
- 日本澱粉工業株式会社「白眉実践塾」 - 技能伝承・モノづくりを学ぶための社内学校。
- スタジオジブリアニメーター養成所「西ジブリ」（愛知県豊田市）
- 日立電子サービス株式会社「コンピュータシステム技術学校」 - 8カ月間の企業内学校。
- パナソニック「松下幸之助商学院」 - パナソニックショップ経営者教育のために設立。全寮制。
- プレス工業「プレス工専学校」(神奈川県川崎市） - 生産現場に入る前に全員「入学」。期間は半年から1年間「修行」。
- 小松製作所「コマツ工業専門学院」（石川県小松市） - 小松短期大学と提携し、技術系社員向け特別講座として開設。物づくりの基本技能を2年かけて身に付ける。
- 不二越「不二越アソシエ」（富山市） - 2004年設立のグループ全体の人材育成とトレーニングの専門機関。
- NTT（旧・電電公社）「中央電気通信学園_大学部」 (東京都調布市）、「鈴鹿電気通信学園_専門部」（三重県鈴鹿市）
- KDDI（旧・KDD）「国際電気通信学園大学部」
- 丸和運輸機関「丸和ロジスティクス大学」 - 社内研修のひとつ。階層ごとに「基礎コース」「一般コース」に区分されている。

### 高校課程・高等課程、短期大学校などのある企業内学校
- 日立茨城工業専門学院（茨城県日立市） - 株式会社日立製作所の企業内高等教育機関として1960年に創立。日立製作所本体だけではなく日立グループ会社全体に対して門戸を開く。目的は高等学校卒業程度の社員に対して高等教育の機会を与え、日立グループ全体の技術レベルの底上げを行うこと。入学する為には厳しい選抜試験に合格する必要があり、卒業した者には社内において大学卒業程度の処遇が施される。在学中優秀だった者に対しては、卒業後更に国内有名大学の研究室などでも就学をさせる。全寮制で就学期間中は給与も支払われる。
- 大同特殊鋼人材開発センター技術学園（愛知県名古屋市・東海市） - 大同特殊鋼系列

#### 専修学校・各種学校
学校教育法に基づく専修学校および各種学校である。
- 日立工業専修学校（茨城県日立市） - 株式会社日立製作所の「総合教育センター」。専門課程と高等課程があり、高等課程は科学技術学園高等学校と技能連携制度により高卒学歴を得る。授業料を伴うが、給与が奨学金という扱いで「貸与」され、勤務により返還免除される。全寮制で寮費も奨学金から。
- 常磐音楽舞踊学院（福島県いわき市） - 常磐興産株式会社が設置した各種学校。スパリゾートハワイアンズのダンサー育成が目的であり、志願者は入社と同時に入学する。

なお以下については学校法人立であるため、本項でいう企業内学校としては扱われない。
- トヨタ自動車系列（専修学校）
  - 専門学校トヨタ東京自動車大学校（東京都八王子市） - 学校法人トヨタ東京整備学園
  - 専門学校トヨタ名古屋自動車大学校（愛知県清須市） - 学校法人トヨタ名古屋整備学園
  - 専門学校トヨタ神戸自動車大学校（兵庫県神戸市） - 学校法人トヨタ神戸整備学園
- 阪急電鉄系列（各種学校）
  - 宝塚音楽学校（兵庫県宝塚市） - 学校法人宝塚音楽学校

#### 職業能力開発校・職業能力開発短期大学校
職業能力開発促進法に基づく認定職業訓練施設である。
- 日野工業高等学園（東京都日野市） - 職業能力開発校。機械加工、塑性加工などの4つの専門コースがあり、求人票受入を伴う指定校推薦で入校し卒業すれば高卒の学歴となる。
- トヨタ工業学園（愛知県豊田市・みよし市） - 職業能力開発校。高等部と専門部。全寮制で男女共学。
- マツダ工業技術短期大学校（広島県府中町)  - 職業能力開発短期大学校。技能検定における科目免除が卒業時に得られる。
- デンソー工業学園（愛知県安城市・刈谷市） - 職業能力開発校および職業能力開発短期大学校。工業高校課程/高等専門学校課程/短大課程がある。寮はあるが全寮制ではなく希望者のみ。

### 高校課程・高等課程、短大課程などを設置していた企業内学校
- 大阪瓦斯高等学園 (廃止は1982年）
- 三豊製作所宇都宮工場高等課程 （栃木県）
- 栃木時計高等課程 （栃木県）
- 中根製作所高等課程 （栃木県）
- オリジン電気間々田工場高等課程 （栃木県）
- 宮津製作所高等課程 （栃木県）
- 日本建鉄高等課程（千葉県）
- 三井造船千葉造船所技能訓練校（千葉県）
- 都南金属工業高等課程（千葉県）
- 三進プレス工業所 （埼玉県）
- 日本信号上尾工場 （埼玉県）
- 東粉冶金工業 （埼玉県）
- 萬世工業 （埼玉県）
- 青少年福祉センター職業訓練学校（埼玉県）
- 日本繊維化工東京工場
- 増尾デンキ製作所
- リッカーミシン立川工場
- いすゞ自動車藤沢高等工業学校（神奈川県）
- 電源開発電発工業高等学園 （神奈川県）
- 日産高等工業学校 （神奈川県）
- 日本電気技能専修学校 （神奈川県）
- 旭電機（神奈川県）
- 岡村製作所 （神奈川県）
- 河西工業（神奈川県）
- 神奈川精器（神奈川県）
- 神奈川電気工事（神奈川県）
- 木付ボウリング工場（神奈川県）
- 田中金属工業（神奈川県）
- 松下電工高等工業学校（大阪府）
- 松下電器工学院高等課程（大阪府/現ものづくり大学校）
- ダイハツ工業技能研修センター高等課程
- 日立マクセル男子技養学園
- 富士車輌訓練校
- きんでん学園（兵庫県西宮市）
- 新明和工業技能者養成所
- 大垣自動車高等整備学校 （岐阜県）
- トヨタ車体技術学園 （愛知県）
- 東亜合成化学工業東亜合成高等学園
- 日立金属桑名工業高等学園 （三重県）
- 中部電力人材開発センター配電研修所
- 東京電力東電学園高等部・大学部
- 関西電力学園…関西電力がかつて運営していた社員教育施設
- 東北電力 東北電力学園高等部
- 四国電力 四国電気高等学院
- 阪急商業学園

かつては日立電線、日立化成、ブリヂストン、アルプス電気、片岡電気、日工精機、武藤工業、ヒロセ、自動車鋳物、クボタ、日立建機、三菱重工業、トキコ（神奈川県）、荏原製作所、川崎重工業、新日鐵八幡などが、中卒者対象の高校部門の教育機関を設置していた。

### 指定技能連携施設と連携していた職業訓練施設
- 愛知製鋼高等職業訓練校
- 工進精工所高等職業訓練校（工進精工、コーシンラシン、埼玉県）
- 日産ディーゼル工業高等職業訓練校（埼玉県）
- 日立建機土浦工場高等職業訓練校（茨城県）
- 富士電機製造高等職業訓練校（千葉県）
- サンワ埼玉高等職業訓練校（三輪精機、埼玉機器, 埼玉県）
- 池貝鉄工川口高等職業訓練校（埼玉県）
- 日本冶金工業川崎製造所職業訓練所（神奈川県）
- 日産車体高等職業訓練校（神奈川県）
- 厚木自動車部品高等職業訓練所（神奈川県）
- 荏原製作所川崎工場高等職業訓練所（神奈川県）
- 芝浦製作所大船工場技能者訓練所（神奈川県）
- 住友重機械工業浦賀造船所技能訓練養成所（神奈川県）
- 東京芝浦電気高等職業訓連校（神奈川県）
- 久保田鉄工高等職業訓練校
- 九州電気工事高等職業訓練校 (福岡)
- 豊田工機高等職業訓練校
- 豊和工業高等職業訓練校
- 市光工業職業訓練校
- 三菱ふそう高等職業訓練校（神奈川）
- 富士電機高等職業訓練校
- 東芝ライテック高等職業訓練校
- 東洋電機製造高等職業訓練校

### 旧国鉄・現JR各系列の鉄道学園、旧公社ほか
- 中央鉄道学園 (旧・日本国有鉄道鉄道教習所、 東京都国分寺市） - 跡地は武蔵国分寺公園、情報通信政策研究所。
- 中央鉄道学園小田原分所 - 新幹線のための乗務員と保線要員養成。
- 北海道鉄道学園（現・JR北海道社員研修センター）
- 東北鉄道学園（のちのJR東日本仙台研修センター） - 跡地は 聖和学園高等学校薬師堂キャンパス
- 東北鉄道学園郡山工場分所
- 水戸鉄道学園 - 廃止は1987年、那珂川駅の敷地内に設置。跡地はジェイアールバス関東水戸支店。
- 関東鉄道学園工作科
- 関東鉄道学園大井分所
- 新潟鉄道学園 - 跡地は新潟市新津鉄道資料館。
- 金沢鉄道学園（石川県河北郡宇ノ気町、現・かほく市）
- 中部鉄道学園（現・東海旅客鉄道社員研修センター)
- 中部鉄道学園長野工場分所・松任工場分所・浜松工場分所・名古屋工場分所
- 関西鉄道学園（現・JR西日本社員研修センター)
- 関西鉄道学園鷹取分所
- 広島鉄道学園 - 跡地は分譲マンション及びスーパーマーケット、藤三。
- 四国鉄道学園（現・JR四国社員研修センター）
- 九州鉄道学園（現・JR九州社員研修センター）
- 九州鉄道学園小倉分所
- 日本電信電話公社中央電気通信学園高等部（現・NTT中央研修センタ)  - ｢新高卒｣を入学資格とする修業年限2年以上のもの｡
- 仙台電気通信学園 - 跡地は聖和学園高等学校三神峯キャンパス。
- 東京電気通信学園
- 長野電気通信学園
- 金沢電気通信学園
- 東海電気通信学園
- 近畿電気通信学園
- 鈴鹿電気通信学園（白子 (鈴鹿市)） - 鈴鹿海軍航空隊跡、のちNTT西日本電信電話鈴鹿研修センター、跡地は鈴鹿医療科学大学。
- 広島電気通信学園
- 熊本電気通信学園
- 建設省地理調査所技術員養成所普通科

### 海外の事例
- パナソニック「中国製造技術学院」（中華人民共和国）
- パナソニック「ベトナムものづくり大学校」（ベトナム・ハノイ市）
- ヒューレット・パッカード内幼稚園・公立小学校。開校は1993年設立（アメリカ・サンタローザ市）
- トヨタ・キルロスカ・モーター - インドにおけるトヨタの企業内学校。

## 参考資料
- 若手技術者向け企業内学校における卒業論文(第13セッション 企業内教育(II)) 水山昭徳, 仁平裕之 (東芝総合人材開発株式会社東芝学園) 工学・工業教育研究講演会講演論文集 平成11年度, 145-148, 1999 社団法人日本工学教育協会
- 日経産業新聞「企業内学校」についての記事 2008年7月31日